# Diostracus vitae
Diostracus vitae är en tvåvingeart som beskrevs av Negrobov 1980. Diostracus vitae ingår i släktet Diostracus och familjen styltflugor. Inga underarter finns listade i Catalogue of Life.